# Portington and Cavil
Portington and Cavil var en civil parish från 1866 till 1935 då den blev en del av Eastrington, i grevskapet East Riding of Yorkshire, i England. Civil parish var belägen 26 km från Beverley och hade 88 invånare år 1931.